# Rue du Pont-Louis-Philippe
Rue du Pont-Louis-Philippe je ulice v Paříži v historické čtvrti Marais. Nachází se ve 4. obvodu. Její název je odvozen od sousedícího mostu Ludvíka Filipa.

## Poloha
Ulice vede od křižovatky s Quai de l'Hôtel-de-Ville a končí na křižovatce s Rue de Rivoli, kde na ni navazuje Rue Vieille-du-Temple.

## Historie
Ulice byla pod svým nynějším jménem otevřena na základě nařízení ze 13. srpna 1833 mezi Quai de l'Hôtel-de-Ville a Rue François-Miron na místě paláce Barres a kláštera Filles-de-la-Croix.
V období druhé republiky (1848–1852) se nazývala Rue de la Réforme a Rue du Pont de la Réforme. Poté se jí vrátilo její původní označení.
Vyhláškou ze 13. července 1885 byla ulice prodloužena připojením části Rue Vieille-du-Temple mezi Rue François-Miron a Rue de Rivoli.

## Zajímavé objekty
- dům č. 6: průčelí bývalé mlékárny z počátku 20. století
- dům č. 20: Eugène-François Vidocq zde měl svou kancelář
- dům č. 25: zadní fasáda radnice 4. obvodu